# Patrimoni dell'umanità della Croazia
I patrimoni dell'umanità della Croazia sono i siti dichiarati dall'UNESCO come patrimonio dell'umanità in Croazia, la quale è divenuta parte contraente della Convenzione sul patrimonio dell'umanità il 6 luglio 1992, in qualità di stato successore della Jugoslavia.
Al 2020 i siti iscritti nella Lista dei patrimoni dell'umanità sono dieci, mentre quindici sono le candidature per nuove iscrizioni. I primi tre siti furono iscritti nella lista nel 1979, durante la terza sessione del comitato del patrimonio mondiale: il Complesso storico di Spalato con il Palazzo di Diocleziano, la Città vecchia di Ragusa e il Parco nazionale dei laghi di Plitvice. Altri siti furono aggiunti nel 1997, 2000, 2008, 2016 e 2017. Otto siti sono considerati culturali, secondo i criteri di selezione, e due naturali; tre sono parte di siti transnazionali.

## Siti del Patrimonio mondiale
| Foto | Sito                                                                                     | Luogo | Tipo                         | Anno      | Descrizione |
| ---- | ---------------------------------------------------------------------------------------- | --- | ---------------------------- | --------- | --- |
|      | Complesso storico di Spalato con il Palazzo di Diocleziano                               | Spalato | Culturale (97; ii, iii, iv)  | 1979      | Le rovine del Palazzo di Diocleziano, costruito tra la fine del III e l'inizio del IV secolo d.C., si estendono in tutto il centro della città. La cattedrale fu costruita nel Medioevo, riutilizzando materiali dell'antico mausoleo imperiale. Chiese romaniche del XII e XIII secolo, fortificazioni medievali, palazzi gotici del XV secolo e altri palazzi in stile rinascimentale e barocco costituiscono il resto dell'area protetta. |
|      | Città vecchia di Ragusa                                                                  | Ragusa | Culturale (95; i, iii, iv)   | 1979-1994 | La "Perla dell'Adriatico", situata sulla costa dalmata, divenne un'importante potenza marittima del Mediterraneo a partire dal XIII secolo. Sebbene gravemente colpita da un terremoto nel 1667, Ragusa è riuscita a preservare le sue bellissime chiese, monasteri, palazzi e fontane gotiche, rinascimentali e barocche. Danneggiata nuovamente negli anni '90 dal conflitto armato, è ora al centro di un importante programma di restauro coordinato dall'UNESCO. |
|      | Parco nazionale dei laghi di Plitvice                                                    | Plitvička Jezera, Rakovica, Saborsko, Vrhovine | Naturale (98; vii, viii, ix) | 1979-2000 | Le acque che scorrono sul calcare e sul gesso hanno depositato, nel corso di migliaia di anni, barriere di travertino, creando dighe naturali che a loro volta hanno creato una serie di bellissimi laghi, grotte e cascate. Questi processi geologici continuano ancora oggi. Le foreste del parco ospitano orsi, lupi e molte specie di uccelli rari. |
|      | Complesso episcopale della Basilica Eufrasiana nel centro storico di Parenzo             | Parenzo | Culturale (809; ii, iii, iv) | 1997      | Il gruppo di monumenti religiosi di Parenzo, dove il cristianesimo si è stabilito già nel IV secolo, costituisce il complesso superstite più completo del suo genere. La basilica, l'atrio, il battistero e il palazzo episcopale sono eccezionali esempi di architettura religiosa, mentre la basilica stessa combina in modo eccezionale elementi classici e bizantini. |
|      | Città storica di Traù                                                                    | Traù | Culturale (810; ii, iv)      | 1997      | Traù è un notevole esempio di continuità urbana: l'impianto stradale ortogonale di questo insediamento isolano risale al periodo ellenistico e fu abbellito dai successivi dominatori con molti pregevoli edifici pubblici, abitazioni e fortificazioni. Le sue bellissime chiese romaniche sono completate dagli straordinari edifici rinascimentali e barocchi del periodo veneziano. |
|      | Cattedrale di San Giacomo a Sebenico                                                     | Sebenico | Culturale (963; i, ii, iv)   | 2000      | La Cattedrale di San Giacomo a Sebenico (1431-1535) testimonia i notevoli scambi nel campo delle arti monumentali tra l'Italia settentrionale, la Dalmazia e la Toscana nei secoli XV e XVI. I tre architetti che si sono succeduti nella costruzione del Duomo - Francesco di Giacomo, Giorgio di Matteo e Niccolò di Giovanni Fiorentino - hanno sviluppato una struttura costruita interamente in pietra e utilizzando tecniche costruttive uniche per la volta e la cupola. La forma e gli elementi decorativi della Cattedrale, come un notevole fregio decorato con 71 volti scolpiti di uomini, donne e bambini, illustrano anche la riuscita fusione di arte gotica e rinascimentale. |
|      | Piana di Cittavecchia                                                                    | Cittavecchia | Culturale (1240; ii, iii, v) | 2008      | La pianura di Cittavecchia sull'isola adriatica di Lesina è un paesaggio culturale che è rimasto praticamente intatto da quando fu colonizzato per la prima volta dai greci ionici di Paro nel IV secolo a.C. L'originaria attività agricola di questa fertile pianura, incentrata principalmente sulla vite e sull'olivo, si è mantenuta dall'epoca greca fino ai giorni nostri. Il sito è anche una riserva naturale. Il paesaggio è caratterizzato da antichi muretti e recinzioni in pietra, o piccoli ripari in pietra, e testimonia l'antico sistema geometrico di divisione del territorio utilizzato dagli antichi coloni greci, la chora rimasta pressoché intatta per 24 secoli. |
|      | Cimiteri di tombe medievali stećci                                                       | Cista Provo, Konavle (altri 26 sono in Bosnia ed Erzegovina, Montenegro e Serbia) | Culturale (1504; iii, vi)    | 2016      | Questo patrimonio seriale combina 28 siti, situati in Bosnia ed Erzegovina, Serbia occidentale, Montenegro occidentale e Croazia centrale e meridionale, che presentano cimiteri di lapidi medievali caratteristiche a livello regionale, dette stećci. Le necropoli, che risalgono al XII-XVI secolo d.C., sono disposte in file, come era consuetudine comune in Europa dal Medioevo. Gli stećci sono per lo più scolpiti nel calcare e presentano una vasta gamma di motivi decorativi e iscrizioni che mostrano continuità iconografiche tra l'Europa medievale e le tradizioni distinte locali. Ci sono 2 siti in Croazia, nella municipalità di Cista d'Imoschi e nella località di Dubravka in quella di Canali. |
|      | Antiche faggete primordiali dei Carpazi e di altre regioni d'Europa                      | Gospić, Ortopula, Segna (altri 92 sono in Albania, Austria, Belgio, Bosnia ed Erzegovina, Bulgaria, Francia, Germania, Italia, Macedonia del Nord, Polonia, Rep. Ceca, Romania, Slovacchia, Slovenia, Spagna, Svizzera e Ucraina) | Naturale (1133; ix)          | 2017      | Questa proprietà transnazionale comprende 94 componenti in 18 paesi. Dalla fine dell'ultima era glaciale, il faggio europeo si è diffuso da poche aree di rifugio isolate nelle Alpi, Carpazi, Dinaridi, Mediterraneo e Pirenei in un breve periodo di poche migliaia di anni in un processo tuttora in corso. L'espansione di successo in un intero continente è legata all'adattabilità e alla tolleranza dell'albero alle diverse condizioni climatiche, geografiche e fisiche. In Croazia la serie comprende le riserve speciali di Hajdučki e Rožanski kukovi, nel Parco nazionale del Velebit settentrionale, e di Suva draga-Klimenta e Oglavinovac-Javornik, nel Parco nazionale di Paklenica. |
|      | Opere di difesa veneziane tra XVI e XVII secolo: Stato da Terra-Stato da Mar occidentale | Sebenico, Zara (altri 4 sono in Italia e Montenegro) | Culturale (1533; iii, iv)    | 2017      | Questo sito è composto da sei componenti, tutte opere di difesa situate in Italia, Croazia e Montenegro, che coprono una distanza di oltre 1 000 km dalla Lombardia alla costa orientale del Mare Adriatico. Le fortificazioni in tutto lo Stato da Tera proteggevano la Repubblica di Venezia dalle altre potenze europee a nord-ovest e quelle dello Stato da Mar proteggevano le rotte marittime e i porti dell'Adriatico verso il Levante ed erano indispensabili per sostenere l'espansione e l'autorità della Serenissima. L'introduzione della polvere da sparo ha portato a cambiamenti significativi nelle tecniche e nell'architettura militare che si riflettono nella progettazione delle cosiddette fortificazioni alla moderna/bastionate, che si sarebbero diffuse in tutta Europa. Le componenti croate del sito includono il sistema difensivo di Zara e la Fortezza di San Nicolò a Sebenico. |

## Siti candidati
| Foto | Sito | Luogo | Tipo                                | Anno       | Descrizione |
| ---- | --- | --- | ----------------------------------- | ---------- | --- |
|      | Zara - Complesso episcopale | Zara | Culturale (157; i, ii, iii, iv, vi) | 01/02/2005 | L'area proposta per l'iscrizione nella Lista del Patrimonio mondiale si trova al centro del nucleo storico della città di Zara e comprende il foro romano con i resti di un tempio, il complesso episcopale con la cattedrale di Sant'Anastasia, il palazzo arcivescovile, la chiesa di San Donato e il seminario di Zmajević, la chiesa ortodossa di Sant'Elia, il monastero benedettino con la chiesa di Santa Maria e l'Esposizione Permanente di Arte Religiosa e il Museo Archeologico. |
|      | Complesso della pianificazione urbana storica di Stagno con Stagno Piccolo, le mura di collegamento, la riserva naturale della baia di Stagno Piccolo, la piana di Stagno e le saline | Stagno | Culturale (160; i, iii, iv, v)      | 01/02/2005 | L'insieme storico-urbanistico di Stagno è un paesaggio culturale che comprende Stagno e Stagno Piccolo, le mura di collegamento, la riserva naturale della baia di Stagno Piccolo, Stonsko Polje e le saline. L'area di questo bene culturale comprende insiemi urbani sviluppati secondo la configurazione del suolo e le parti conservate dell'eccezionale ambiente naturale. Il suo sviluppo e la sua strutturazione riflettono le fasi storiche successive e forniscono una chiara visione d'insieme del suo ruolo storico, strategico ed economico nonostante le moderne interferenze nell'ambiente. |
|      | Complesso della pianificazione urbana storica di Tvrđa (Cittadella) a Osijek | Osijek | Culturale (161; i, iv, vi)          | 01/02/2005 | Dopo la conquista della città nel 1687, l'amministrazione militare asburgica prestò sempre più attenzione a Osijek man mano che sempre più persone si trasferivano in città. I piani per la costruzione delle fortificazioni e lo sviluppo del centro abitato subirono frequenti modifiche e coinvolsero diversi ingegneri militari. La costruzione delle mura, delle polveriere, dei baluardi, del rivellino, dei fossati e delle trincee continuava continuamente. La redazione del piano definitivo fu affidata a un ingegnere militare, il colonnello Maximilian Gosseau de Henef. A parte il Forte di Osijek, in epoca tardobarocca e neoclassica non esistono altri esempi di fortificazione che condensano l'insieme della vita militare, civile, amministrativa, ecclesiastica, educativa, scientifica e culturale.                                                                                          |
|      | Varaždin - nucleo storico e città vecchia (castello) | Varaždin | Culturale (162; i, iii, iv, vi)     | 01/02/2005 | Il nucleo storico medioevale, rinascimentale e barocco di Varaždin presenta caratteristiche notevoli anche rispetto ad altri siti del più ampio contesto europeo. L'antico reticolo di strade e piazze è fiancheggiato da palazzi nobiliari barocchi e piccoli edifici adibiti ad abitazione ed è coronato da un interessante complesso di edifici medievali-rinascimentali-barocchi del centro storico (il Castello) situato nell'angolo nord-occidentale del centro abitato. Il sigillo barocco di questa entità urbanistica poggia sulla chiesa parrocchiale di San Nicola e su tre siti indipendenti che ospitano la chiesa francescana, la chiesa dei Gesuiti e la chiesa di Sant'Orsola con i loro monasteri al centro del nucleo storico. |
|      | Burg - Castello di Veliki Tabor | Desinić | Culturale (1167; iv)                | 01/02/2005 | La fortezza di Veliki Tabor è un complesso residenziale, difensivo e agricolo costruito sul crinale allungato di una collina non lontano dall'insediamento di Desinić, in un pittoresco paesaggio collinare. La maggior parte della costruzione in stile rinascimentale risale al XVI secolo e gli interventi in stile barocco vennero a completarne lo sviluppo. L'elemento dominante del complesso è un massiccio castello situato ad est dell'altopiano circondato dalla cinta muraria difensiva esterna. |
|      | Parco naturale di Lonjsko Polje | Dragalić, Gornji Bogićevci, Jasenovac, Lipovljani, Nova Gradiška, Novska, Okučani, Sisak                                      | Misto (2012)                        | 01/02/2005 | Con una superficie totale di 50 650 ettari, il Parco naturale di Lonjsko Polje è una delle zone umide più grandi dell'intero bacino del Danubio. L'elemento ecologico più significativo nel Parco naturale di Lonjsko Polje sono le inondazioni che possono verificarsi in qualsiasi periodo dell'anno, a causa della straordinaria costellazione del fiume Sava e dei suoi affluenti. Oltre a questo specifico regime idrico, il microrilievo svolge un ruolo importante nella creazione di un mosaico di diversi habitat tipici delle aree allagate, che si traduce in una ricca varietà di biocenosi. |
|      | Alpi Bebie | Regione della Lika e di Segna, Regione zaratina                                                                               | Naturale (2013; vii, viii, ix, x)   | 01/02/2005 | Le Alpi Bebie sono una tipica formazione montuosa carsica, composta in gran parte da rocce carbonatiche. Sulle Alpi Bebie si possono osservare tutti i tipi di fenomeni carsici e le loro fasi di transizione, sia in superficie che nel sottosuolo. Nell'area delle Alpi Bebie si possono distinguere circa 90 diversi tipi di habitat, di cui circa 20 nel solo Parco nazionale di Paklenica, cioè circa il 70% di tutti i tipi di habitat presenti in Croazia. Le Alpi Bebie presentano una biodiversità molto elevata, dovuta anche al fatto che alcune parti della montagna fungevano da rifugio per numerose specie durante le glaciazioni del passato. Sono state descritte circa 2500 specie di piante, di cui un centinaio endemiche. |
|      | Palazzo di Diocleziano e nucleo storico di Spalato (estensione) | Brazza, Salona, Spalato | Culturale (2015; i, ii, iii, iv, v) | 01/02/2005 | Estensione del sito già esistente per includere l'acquedotto di Diocleziano e le cave di Brazza. L'arcata dell'acquedotto di Dujmovača è stata utilizzata nel Medioevo come un notevole punto di riferimento topografico, mentre la fonte del Jadro da cui parte l'acquedotto si caratterizza per la potenza e la quantità uniforme dell'acqua che fornisce, indipendentemente dalla stagione. La pregiata pietra delle cave di Brazza ha permesso la creazione di una serie di splendidi edifici – dall'antichità al XIX e XX secolo, quando su quest'isola, più che altrove in Dalmazia, si poteva ancora percepire l'armonia nella composizione architettonica e nella costruzione anche delle più umili case. Dalle cave di Plate, Oklade, Zastražišce e Rasohe c'erano due rampe per portare i blocchi al porto di Splisca, che sono ancora chiaramente visibili nel paesaggio e all'interno dell'insediamento. |
|      | Lubenizze | Cherso | Culturale (2017; v)                 | 01/02/2005 | Lubenice è un insediamento urbano fortificato di epoca preistorica come testimoniano i ritrovamenti di tumuli circostanti dell'età del bronzo e del ferro. È stato abitato continuamente durante i tempi antichi e il medioevo. Tra le strutture edificate esistenti, accanto agli edifici sacri medievali, un ruolo dominante è svolto da strutture di elevata qualità architettonica e per lo più di epoca barocca, in cui è tuttavia riconoscibile un substrato medievale. Di particolare pregio sono i resti delle fortificazioni medievali e di due porte cittadine, nonché il nucleo storico conservato e la composizione territoriale dell'insediamento. |
|      | Vigne di Capocesto | Capocesto | Culturale (5102; v, vi)             | 29/01/2007 | Questo terreno originariamente roccioso e inaccessibile è stato trasformato attraverso uno sforzo umano estremo in terreno agricolo, vale a dire, mediante il suo disboscamento in modo tradizionale, manualmente e senza l'uso di macchine. Il sito di Bucavac Veliki è rimasto una superficie completamente conservata com'era al momento in cui è stato sviluppato per la prima volta mantenendo la morfologia originale dei lotti disboscati (cassette), il modo tradizionale di coltivazione del suolo e la funzione agricola che non sono cambiati nell'intera area fino a oggi. |
|      | Eremo di Piaggia | Neresi | Culturale (5103; ii, v)             | 29/01/2007 | Sotto le grotte carsiche di Vidova gora, sulla costa meridionale dell'isola di Brazza, nel Rinascimento furono fondati numerosi monasteri eremitici, in continuità con le tradizioni precedenti. Nella grotta chiamata Ljubitovica sulla ripida insenatura all'estremità meridionale dell'isola trovarono rifugio due monaci glagolitici giunti nel 1551 dalla vicina Poglizze intorno ai quali ben presto si sviluppò un monastero eremitico. Con lavoro diligente e sacrificio, la piccola comunità monastica acquisì vasti possedimenti, disboscando estesi boschi e coltivando e ingrandendo considerevolmente vigneti e uliveti. È stato mantenuto e rinnovato da generazioni di monaci fino all'ultimo, padre Niko Miličević, morto nel 1963 e noto come astronomo. |
|      | Città di Montona | Montona | Culturale (5104; ii, iv)            | 29/01/2007 | Seguendo la configurazione del terreno il borgo si compone di tre parti principali separate da fortificazioni. Il centro ovale più antico, situato su un pianoro collinare, è cinto da una ben conservata cinta muraria del XIII-XIV secolo, rafforzata sul lato interno da una serie di nicchie ad arco a sesto acuto. Torri quadrate sono poste in posizione dominante al centro dell'abitato cui si accede attraverso una porta interna gotica del XIV secolo. La parte bassa della città si trova sul versante meridionale direttamente alla base della grande cinta muraria. Anche questa porzione della città era cinta da mura di cui è rimasto solo un breve tratto, insieme alla porta meridionale della città in stile gotico. Tra gli edifici di quest'area costruiti tra i secoli XV e XVIII si trova un ospizio del 1622.                                                                               |
|      | Città storica di Curzola | Curzola | Culturale (5105; ii, iii, iv, v)    | 29/01/2007 | La forma della città di Curzola è principalmente determinata dalla forma della piccola penisola che sporge nel canale di Sabbioncello, sul lato settentrionale dell'isola omonima. La posizione strategica favorevole e l'ambiente naturale consentirono di circondarla completamente di mura, che racchiudono l'ellisse (310x175 m) del colle con la grande cattedrale e l'alto campanile che si erge sulla sommità. L'immagine della Curzola storica è segnata dalla sua simbiosi con la penisola rocciosa su cui è cresciuta la città, dove lavoro umano e ambiente naturale si armonizzano, come hanno osservato molti viaggiatori antichi e moderni. La sua caratteristica più rilevante è l'omogeneità della sua struttura urbana, costruita in pietra locale che ha condizionato le qualità tecniche e morfologiche della sua architettura.                                                                   |
|      | Parco nazionale delle Isole Incoronate e parco naturale di Telašćica | Morter-Incoronate, Sale | Naturale (5106; vii, viii, x)       | 29/01/2007 | L'arcipelago delle Isole Incoronate è un gruppo di isole carsiche situato di fronte alla parte centrale della costa croata del Mare Adriatico. L'arcipelago si estende su una superficie di circa 320 km² e comprende circa 150 isole, isolotti e scogli (il 12% delle isole croate su appena l'1% del totale delle acque territoriali del paese). L'Isola Lunga con la profonda baia di Telašćica si trova nelle immediate vicinanze, a nord-ovest delle Isole Incoronate, e forma insieme a esse un'unità naturale e culturale unica. |
|      | Frontiere dell'Impero romano - Il Limes danubiano | Draž, Popovac, Kneževi Vinogradi, Bilje, Osijek, Erdut, Borovo, Vukovar, Ilok (altri siti sono in Bulgaria, Romania e Serbia) | Culturale (6476; ii, iii, iv)       | 31/01/2020 | La candidatura prevede la nomina di oltre 130 parti componenti sul territorio di quattro paesi (Croazia, Serbia, Bulgaria e Romania). Questi siti includono 7 fortezze legionarie: Singidunum, Viminacium, Ratiaria, Oescus, Novae, Durostorum, Troesmis e quasi 120 forti ausiliari e fortificazioni minori; insediamenti civili, cimiteri, complessi produttivi, strade, ecc., tutti legati al funzionamento della frontiera romana lungo il Danubio. I 23 siti in Croazia includono, tra gli altri, resti di fortificazioni e torri di guardia che si estendono per una lunghezza di 188 km tra Batina e Ilok. |